# Чеснаускис, Дейвидас
Де́йвидас Чесна́ускис (лит. Deividas Česnauskis; род. 30 июня 1981, Куршенай, Литовская ССР) — литовский футболист, полузащитник. Выступал за сборную Литвы.

## Карьера

### Клубная
Начал свою карьеру в 1997 году в клубе «Экранас» из Паневежиса. С 2000 по 2003 играл в московском «Динамо», где был игроком основы и за три с половиной сезона в клубе сыграл 69 матчей и забил 5 мячей. В 2004 на правах свободного агента перешёл в другой московский клуб «Локомотив», но не смог закрепиться в составе, и был продан в шотландский «Хартс». Летом 2009 после четырёх лет, проведённых в «Хартсе», перешёл в греческий «Эрготелис», с которым подписал годичный контракт. 8 июля 2011 года перешёл в азербайджанский «Баку», подписав с клубом двухлетнее соглашение.

### В сборной
В национальной сборной выступал с 2001 по 2016 год, за это время провёл 63 матча, забив 4 мяча.

## Достижения
«Экранас»
- Обладатель Кубка Литвы: 1998
- Обладатель Суперкубка Литвы: 1998

«Локомотив» (Москва)
- Чемпион России: 2004

«Хартс»
- Обладатель Кубка Шотландии: 2005/06

«Баку»
- Обладатель Кубка Азербайджана: 2011/12

## Личная жизнь
Младший брат, Эдгарас, также профессиональный футболист.